# Lithobius paucispinus
Lithobius paucispinus är en mångfotingart som först beskrevs av Matic 1976.  Lithobius paucispinus ingår i släktet Lithobius och familjen stenkrypare.
Artens utbredningsområde är Turkiet. Inga underarter finns listade i Catalogue of Life.